# Serafim Serafimowitsch Schaschkow

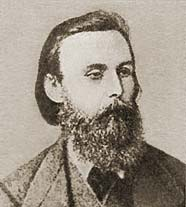
S. Schaschkow

Serafim Serafimowitsch Schaschkow bzw. Serafim Serafimovich Shashkov (* 1841; † 1882), russ. Серафим Серафимович Шашков, war ein russischer Journalist und Ethnograph. Er stammt aus Irkutsk und schrieb über den Schamanismus in Sibirien und die Folklore der Burjaten.

## Werke
- Shamansvto v Sibiri. St. Petersburg 1884